# Trypanosoma cruzi
Trypanosoma cruzi is een eencellige parasiet en de veroorzaker van de ziekte van Chagas. Het is een tropische vectorziekte, die voorkomt bij onder andere de mens en wel voornamelijk in Zuid-Amerika. Het is een protozoön en wordt overgebracht op mensen en andere zoogdieren door hoofdzakelijk de wants Triatoma infestans.

## Ontdekking en beschrijving
Trypanosoma cruzi werd voor het eerst in 1909 beschreven door de Braziliaanse arts Carlos Chagas en genoemd naar de arts Oswaldo Cruz. Het eencellige diertje heeft een enkelvoudige flagel en een grote kinetoplast. De voor de soorten Kinetoplastea karakteristieke kinetoplast bestaat uit een grote DNA-structuur en bevindt zich in een groot mitochondrion.
De parasiet komt in meerdere verschijningsvormen voor, die morfologisch te onderscheiden zijn:
- De trypomastigote (langwerpig en gewonden) vorm met de basis van de lange flagel vlak bij de celkern, het middenstuk is 20 micrometer lang en het heeft een spits achtereind.
- De amastigote vorm is tot 4 micrometer lang met een bijna onzichtbare flagel.
- De epimastigote vorm lijkt veel op de trypomastigote vorm, maar de basis van de flagel zit op een andere plaats.

Op grond van biochemische onderscheidingstechnieken worden twee subtypen van T. cruzi onderscheiden. De relatief homogene typen I en II worden op grond van moleculairgenetische analyse verder onderverdeeld in IIa-e. De typen, die toentertijd geen taxonomische rang hadden, onderscheiden zich niet alleen moleculair maar ook op grond van hun gastheer. De ondersoortaanduiding Trypanosoma cruzi cruzi voor alle humane isolaten wordt niet meer gebruikt. De ondersoort Trypanosoma cruzi marinkellei wordt uit Zuid-Amerikaanse vleermuizen geïsoleerd.

## Voorkomen en gastheren
Trypanosoma cruzi komt voor in Zuid- en Midden-Amerika van Mexico tot het zuiden van Argentinië. Vooral in arme, landelijke gebieden komt de parasiet voor. Besmette dieren worden echter ook in de Verenigde Staten aangetroffen.
De roofwantsen uit de onderfamilie Triatominae zijn een tussengastheer, speciaal uit de geslachten Rhodnius en Triatoma. De belangrijkste overbrenger op mensen is de wants Triatoma infestans. Van de zoogdieren zijn de hond en de kat, maar ook de in de omgeving van het huis levende knaagdieren en van de wilde dieren de opossums (voor T. cruzi type I) en gordeldieren (voor T. cruzi type II) de belangrijkste infectiebronnen.

## Levenscyclus

Levenscyclus

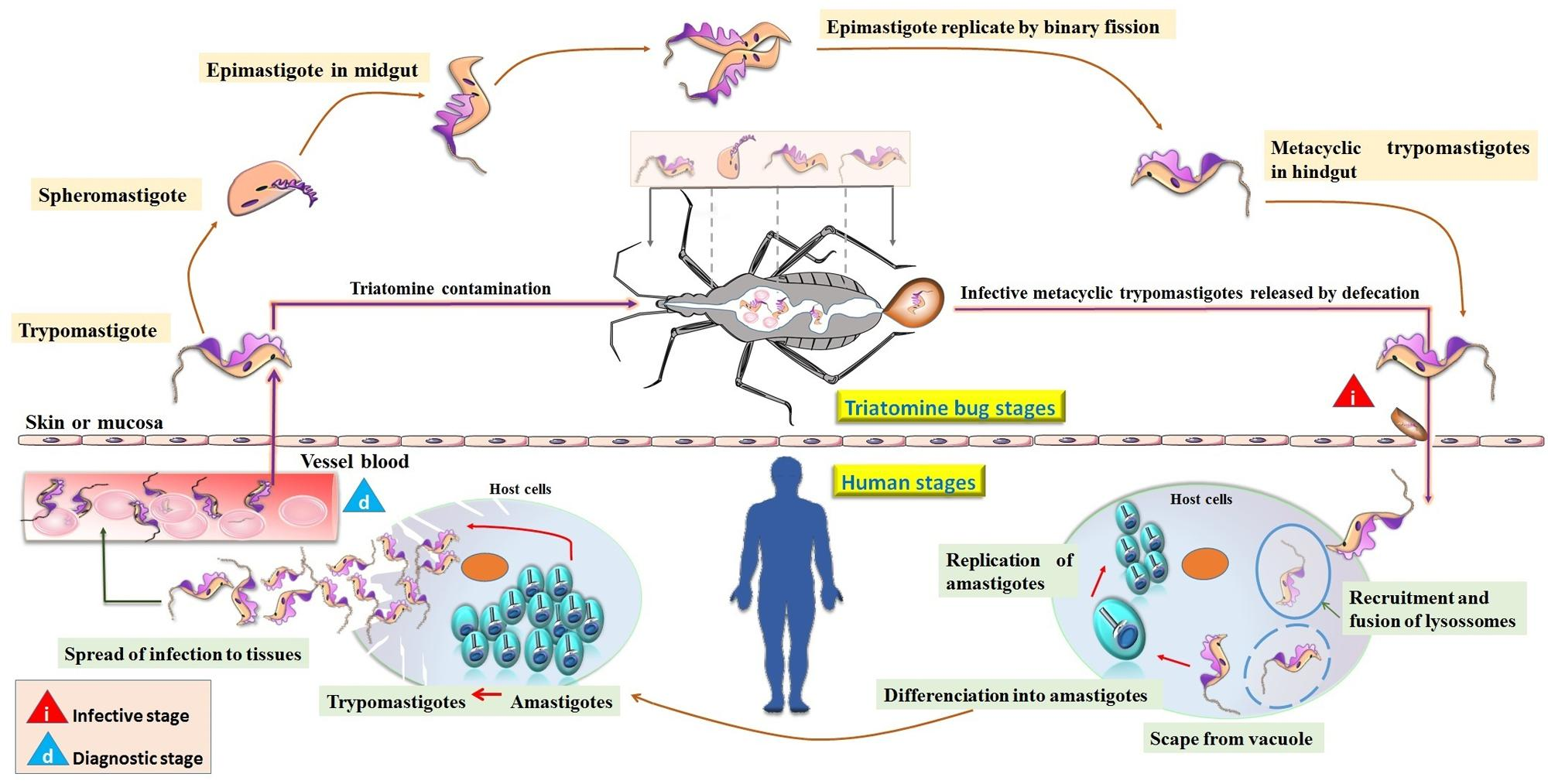
Levenscyclus

In de darm van roofwantsen verandert de met het bloed opgenomen parasiet van een trypomastigoot in een epimastigoot; deze kunnen zich door deling in het spijsverteringskanaal van de wants vermeerderen. In de endeldarm van de wants ontstaan uit de epimastigoten weer nieuwe trypomastigoten, die met de uitwerpselen uitgescheiden worden en zoogdieren via huidwondjes of het slijmvlies kunnen infecteren.
Bij zoogdieren komt de parasiet als trypomastigoot in de bloedbaan of als amastigoot in lichaamscellen voor. Na de infectie worden als eerste de macrofagen in de huid besmet. De intracellulaire amastigoten kunnen zich in het cytoplasma van de gastheercellen door deling vermeerderen en na omvorming in trypomastigoten de gastheercellen kapotmaken. Daardoor komen ze opnieuw in de bloedbaan en kunnen andere lichaamscellen van gewervelden, zoals hartspiercellen, of een nieuwe bloedzuigende roofwants infecteren.
Van mens op mens is ook overdraging van trypomastigoten door bloedtransfusie en orgaantransplantatie mogelijk. Ook kan de parasiet via de placenta van de moeder de foetus besmetten.

## Moleculaire eigenschappen
Het volledige DNA-gesequencete genoom van Trypanosoma cruzi werd in 2005 gepubliceerd; het 60 megabasenpaar grote genoom is sterk repeterend en omvat ongeveer 12.000 verschillende genen. De parasiet heeft aan het celoppervlak een glycocalyx van een complex sortiment van oppervlakkige antigenen, waaronder vele glycoconjugaten. Hierdoor komen in het genoom bijzonder veel genen voor trans-sialidasen voor, evenals andere voor het celoppervlak belangrijke stoffen zoals mucine en mucine-gerelateerde oppervlakteproteïnen Ze spelen een belangrijke rol bij het omzeilen van het immuunsysteem van zoogdieren.
Er zijn slecht twee geneesmiddelen voor de bestrijding van de ziekte van Chagas, Nifurtimox en Benznidazol. Beiden werken door de vorming van vrije radicalen bij de stofwisseling, die door de parasiet wegens het ontbreken of geringe werking van de benodigde enzymen slecht kunnen worden afgebroken. Nieuwe middelen zijn door de genoomsequencing in ontwikkeling.